# Watkinsia monteithi
Watkinsia monteithi är en skalbaggsart som beskrevs av Britton 1995. Watkinsia monteithi ingår i släktet Watkinsia och familjen Melolonthidae. Inga underarter finns listade i Catalogue of Life.